# Leioproctus malpighiacearum
Leioproctus malpighiacearum là một loài Hymenoptera trong họ Colletidae. Loài này được Ducke mô tả khoa học năm 1907.